# Turmhügel Ludwigsstadt
Der Turmhügel Ludwigsstadt ist eine abgegangene hochmittelalterliche Turmhügelburg (Motte) im Bereich „Schwarzer Berg“ bei dem Dorf Oberneuhüttendorf, Ludwigsstadt im Landkreis Kronach in Bayern.
Das Wohnhaus der Seigerhütte ist auf einer Darstellung im Nürnberger Atlas von Paulus Pfinzing (1588) als ein turmartiges Gebäude mit Ringgraben wiedergegeben. Es wird daher vermutet, dass ihm eine Turmhügelanlage vorausging. Von der ehemaligen Mottenanlage ist nichts erhalten.